# GeoRhena
GeoRhena est un système d’information géographique transfrontalier actif sur le périmètre du Rhin Supérieur, à savoir les Départements français du Bas-Rhin et du Haut-Rhin, une partie des Länder allemands du Bade-Wurtemberg et de Rhénanie-Palatinat ainsi que les Cantons suisses de Bâle-Ville, Bâle-Campagne, Argovie, Soleure et Jura.
GeoRhena collecte, assemble et harmonise des données thématiques diverses sur le bassin rhénan afin de créer des cartes statiques et interactives au travers d’un Géoportail. L’outil est géré de manière intégralement bilingue (français et allemand).

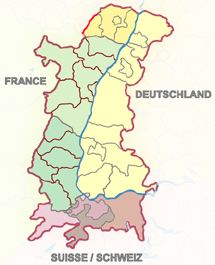
Périmètre du Rhin Supérieur

## Genèse et fonctionnement
GeoRhena est le successeur du Système d’Information Géographique du Rhin Supérieur (SIGRS).
En 1998, la Conférence franco-germano-suisse du Rhin Supérieur a mandaté son groupe de travail « Aménagement du territoire » pour élaborer les bases cartographiques relatives à son périmètre d’intervention. En 2000, la réalisation de ce projet a été confiée à un groupe d’experts. 
Le groupe d’experts GeoRhena se compose aujourd’hui de représentants de plusieurs organismes étatiques et de planification liés à la Conférence du Rhin Supérieur, ainsi que des cofinanceurs des trois pays membres. La maîtrise d’ouvrage est assurée par le Conseil départemental du Haut-Rhin.
A plusieurs reprises depuis sa création, GeoRhena a bénéficié du soutien financier de l’Union Européenne, à travers les fonds FEDER et le programme INTERREG Rhin Supérieur. Depuis juillet 2018, l’outil fonctionne en autonomie grâce au financement de ses 11 partenaires. 
GeoRhena est aujourd’hui organisé en centre de compétences, entité dédiée à la collecte de données et la production de cartographies, facilement accessible, composée d’une cellule technique et d’une cellule organisationnelle.  

## Objectifs

### Observation territoriale transfrontalière
Les travaux de GeoRhena constituent une aide à la décision en permettant d’inscrire dans une perspective transfrontalière les politiques de développement et d’aménagement du territoire nationales, régionales et locales.
En identifiant les dynamiques qui façonnent le Rhin Supérieur, il permet de développer une vision coordonnée et durable du devenir des espaces concernés. Ces travaux servent notamment de base aux divers documents de planification stratégiques, et à la révision et à la mise à jour du cadre d'orientation du groupe de travail « aménagement du territoire » de la Conférence du Rhin Supérieur.

### Visibilité du Rhin Supérieur, communication et partage de données
En tant que centre de compétences en géomatique transfrontalière du Rhin Supérieur, GeoRhena est capable de répondre à toute demande de collecte de données et de cartographies thématiques transfrontalières.
Les données et cartes sont mises à disposition gracieusement à travers le Géoportail et couvrent un large éventail de thématiques liées à l’aménagement du territoire (démographie, marché du travail, environnement, énergie, transport, tourisme, sécurité, agriculture…). Le Géoportail contribue ainsi à accroître de manière significative la visibilité du Rhin supérieur. 

### Interopérabilité et mise en réseau d’experts
Afin de pallier les difficultés récurrentes d’accès aux données (différences législatives et techniques entre les pays, droits d’utilisation restrictifs) et d’harmonisation des données spatiales qui freinent la production cartographique, les experts travaillent en réseau sur l’interopérabilité des données, sur les métadonnées, la diffusion de données géographiques et l’évolution de cet outil au service de la coopération transfrontalière, conformément à la directive européenne INSPIRE visant à favoriser l'échange des données au sein de l’Union européenne.  
La coopération étroite des experts facilite la synergie transfrontalière et favorise la compréhension mutuelle des différents systèmes.

## Perspectives
GeoRhena coopère avec d’autres projets en Europe, notamment le Système d’Information Géographique de la Grande Région (SIG-GR), mis en place entre la France, l’Allemagne, le Luxembourg et la Belgique.   